# Weintrauboa plana
Espèce
Weintrauboa plana est une espèce d'araignées aranéomorphes de la famille des Linyphiidae.

## Distribution
Cette espèce est endémique du Sichuan en Chine,. Elle se rencontre dans le xian de Lushan.

## Description
La femelle holotype mesure 5,8 mm.

## Publication originale
- Xu & Li, 2009 : « Three new pimoid spiders from Sichuan Province, China (Araneae: Pimoidae). » Zootaxa, no 2298, p. 55-63.